# Liste des œuvres d'art du Mans
Pour un article plus général, voir Liste des œuvres d'art de la Sarthe.
Cet article vise à recenser les œuvres d'art dans l'espace public du Mans, en France.

## Liste
Les œuvres sont classées par ordre chronologique d'installation, dans la mesure des informations disponibles.

### Sculptures
| Œuvre                                      | Auteur                                                                    | Localisation                              | Notes | Installation                              | Coordonnées                      | Illustration                               |
| ------------------------------------------ | ------------------------------------------------------------------------- | ----------------------------------------- | --- | ----------------------------------------- | -------------------------------- | ------------------------------------------ |
| Buste de l'amiral Julien Lalande           | Jean-Louis Chenillion                                                     | Parc de Tessé                             | Représente Julien Pierre Anne Lalande. | 1847                                      | 48° 00′ 36″ nord, 0° 12′ 14″ est | Buste de l'amiral Julien Lalande           |
| Monument au général Chanzy                 | Gustave Crauk (statue du général) Aristide Croisy (groupe des 14 soldats) | Place George-Washington                   | Représente Alfred Chanzy. | 1885                                      | 47° 59′ 44″ nord, 0° 12′ 10″ est | Monument au général Chanzy                 |
| Statue de Léon Bollée,                     | Raoul Verlet                                                              | Avenue du Général-Leclerc                 | Représente Léon Bollée. Les Forgerons en bronze devant le piédestal sont fondus sous le régime de Vichy, dans le cadre de la mobilisation des métaux non ferreux. | 1920                                      | 48° 00′ 01″ nord, 0° 11′ 50″ est | Statue de Léon Bollée                      |
| Monument à Wilbur Wright                   | Paul Landowski                                                            | Promontoire du parc de l'Île aux Planches | Érigé[Où ?] en 1920. | 2013                                      | 48° 00′ 04″ nord, 0° 11′ 23″ est | Monument à Wilbur Wright                   |
| Monument à Louis Vorow-Zbrorowski          | Ernest Diosi                                                              | Parc de Tessé                             | | 1927                                      | 48° 00′ 33″ nord, 0° 12′ 13″ est | Monument à Louis Vorow-Zbrorowski          |
| Monument à Paul d'Estournelles de Constant | Paul Landowski                                                            | Place des Jacobins                        | Représente Paul Henri Balluet d'Estournelles de Constant. Buste en ronde-bosse et allégories en bas-reliefs.                                                      | 1930 (création) 2014 (emplacement actuel) | 48° 00′ 30″ nord, 0° 12′ 00″ est | Monument à Paul d'Estournelles de Constant |
| Fontaine                                   | François Stahly                                                           | Place de l'Éperon                         | Contrairement à ce que peux faire croire son titre, cette œuvre est une sculpture et non une fontaine.                                                            | 1982                                      | 48° 00′ 20″ nord, 0° 11′ 40″ est | Fontaine, François Stahly, Le Mans         |
| L'Arbre magique                            | Didier Deret                                                              | Rond-point de la route de Bonnétable      | | 1999                                      | 48° 01′ 18″ nord, 0° 13′ 42″ est | L'Arbre magique                            |
| Mixtal                                     | Willy Granger                                                             | Place du Gué de Maulny                    | Œuvre offerte par les métalliers sarthois. | 2000                                      | 47° 59′ 32″ nord, 0° 11′ 27″ est | Mixtal                                     |
| La Dame du lac                             | Suzanne Jean                                                              | Jardin des plantes                        | | 2008                                      | 48° 00′ 18″ nord, 0° 12′ 34″ est | La Dame du lac                             |
| Tapis vert                                 | Cécile Dupaquier                                                          | ESPE - Université du Maine                | Deux sculptures en revêtement polyuréthane. | 2012                                      | 48° 01′ 01″ nord, 0° 09′ 20″ est | Tapis vert                                 |
| Le Baiser suprême                          | Ernest Christophe                                                         | Musée de Tessé                            | N'est pas à son emplacement original[Où ?]. | À déterminer                              | 48° 00′ 37″ nord, 0° 12′ 12″ est | Le Baiser suprême                          |
| Entre deux mondes IV                       | Berto Lardera                                                             | Lycée Washington-Touchard                 | | À déterminer                              | 47° 59′ 44″ nord, 0° 12′ 15″ est | Entre deux mondes IV                       |
| Les Vacances                               | Louis Derbré                                                              | Jardin des plantes                        | | 1965 (date de création)                   | 48° 00′ 23″ nord, 0° 12′ 35″ est | Les Vacances                               |

### Monuments aux morts
| Œuvre           | Auteur | Localisation          | Notes                                                                                        | Installation | Coordonnées    | Illustration    |
| --------------- | ------ | --------------------- | -------------------------------------------------------------------------------------------- | ------------ | -------------- | --------------- |
| Mémorial A.F.N. |        | Place Aristide Briand | Hommage aux combattants Sarthois morts Guerre d'Algérie, combats Maroc Tunisie (inscription) |              | à géolocaliser | Mémorial A.F.N. |

### Fontaines
| Œuvre    | Auteur         | Localisation       | Notes | Installation | Coordonnées                      | Illustration                               |
| -------- | -------------- | ------------------ | ----- | ------------ | -------------------------------- | ------------------------------------------ |
| Fontaine | Claude Ribaud  | Maison de l'eau    |       | À déterminer | 47° 59′ 39″ nord, 0° 14′ 07″ est | Fontaine de la maison de l'eau au Mans     |
| Fontaine | Claude Ribault | Place du Jet-d'Eau |       | À déterminer | 48° 00′ 31″ nord, 0° 11′ 55″ est | Fontaine sur la place du Jet-d'Eau au Mans |
| Fontaine | Claude Ribaud  | Place de la Sirène |       | À déterminer | 48° 00′ 23″ nord, 0° 11′ 55″ est | Fontaine sur la place de la Sirène au Mans |

### Autres œuvres
| Œuvre              | Auteur                                 | Localisation        | Notes                   | Installation | Coordonnées                      | Illustration       |
| ------------------ | -------------------------------------- | ------------------- | ----------------------- | ------------ | -------------------------------- | ------------------ |
| One Way or Another | Jean-Luc Vilmouth                      | Université du Maine | Installation végétale.  | 2001         | 48° 00′ 59″ nord, 0° 09′ 38″ est | One Way or Another |
| Song-Line          | Delphine Bretesché et Martin Gracineau | Tramway             | Sonorisation des rames. |              | à géolocaliser                   | Song-Line          |
| Temps imparti      | Jean-Bernard Métais                    | Parc de Tessé       | Sablier monumental.     | 2009         | 48° 00′ 35″ nord, 0° 12′ 14″ est | Le Temps imparti   |

### Œuvres disparues ou retirées
| Œuvre                                        | Auteur                    | Localisation                                                  | Notes | Installation | Coordonnées    | Illustration |
| -------------------------------------------- | ------------------------- | ------------------------------------------------------------- | --- | ------------ | -------------- | --- |
| Statue de Pierre Belon,                      | Charles Alexandre Filleul | Square de la Préfecture                                       | Représentait Pierre Belon. Fondue sous le régime de Vichy, dans le cadre de la mobilisation des métaux non ferreux.                                                              | 1887         | à géolocaliser | Image manquante |
| Buste d'Édouard Prudhomme de La Boussinière, | Pierre Le Feuvre          | Place Édouard-de-La-Boussinière                               | Représentait Édouard Prudhomme de La Boussinière. Fondu sous le régime de Vichy, dans le cadre de la mobilisation des métaux non ferreux.                                        | 1911         | à géolocaliser | Buste d'Édouard Prudhomme de La Boussinière« Monument à Édouard de La Boussinière au Mans », sur À nos grands hommes,« Monument à Édouard de La Boussinière au Mans », sur e-monumen |
| Statue de René Levasseur,                    | François Laurent Rolard   | Place de la Préfecture, renommée depuis place Aristide-Briand | Représentait René Levasseur. Fondue sous le régime de Vichy, dans le cadre de la mobilisation des métaux non ferreux.                                                            | 1911         | à géolocaliser | Statue de René Levasseur« Monument à René Levasseur au Mans », sur À nos grands hommes,« Monument à René Levasseur au Mans », sur e-monumen                                          |
| Buste de Benjamin Constant,                  | Théophile Bra             | Intersection de la rue de l'Étoile et de la rue des Ursulines | Représentait Benjamin Constant. Fondu sous le régime de Vichy, dans le cadre de la mobilisation des métaux non ferreux.                                                          | 1913         | à géolocaliser | Image manquante |
| Judith                                       | Eugène-Antoine Aizelin    | Dans le parc de Tessé, près du bassin                         | Érigée au musée du Luxembourg en 1889. Retirée en 1923 et installée au musée du Louvre. Fondue sous le régime de Vichy, dans le cadre de la mobilisation des métaux non ferreux. | 1926         | à géolocaliser | Image manquante |